# Pogonosoma maroccanum
Pogonosoma maroccanum là một loài ruồi trong họ Asilidae. Pogonosoma maroccanum được Fabricius miêu tả năm 1794.